# 包公镇
包公镇，是中华人民共和国安徽省合肥市肥东县下辖的一个乡镇级行政单位。2006年，原解集乡、高亮乡合并为包公镇，因包拯生于此地而得名。镇政府驻小包社区解集大街。包公镇总面积135平方公里，总人口38889（2010年全国人口普查）。

## 行政区划
包公镇下辖以下地区：
小包社区、阚集社区、文集社区、高亮社区、王集社区、青春村、板桥村、盘石村、大张村、杨宋村、净住村、岘山村、赤杨村、大许村、柏龄村、竹塘村、大孟村、胜联村和新生村。